# Stylopage rhicnacra
Stylopage rhicnacra är en svampart som beskrevs av Drechsler 1948. Stylopage rhicnacra ingår i släktet Stylopage och familjen Zoopagaceae.   Inga underarter finns listade i Catalogue of Life.